# Kintone
kintone（キントーン）とは、サイボウズ株式会社が提供している、Webデータベース型の業務アプリ構築クラウドサービスである。

## 提供リージョン
クラウドサービス「kintone」は、日本、アメリカ（グローバル）、中国の3リージョンで提供されている。
リージョンによってユーザー管理などの一部の機能に差があり、「kintone」で検索して表示されるヘルプページは、URLによってどのリージョンについての記述かを見分ける必要がある。

### 日本
日本では「kintone」（すべて小文字）。日本国内の自社データセンターで、ドメイン「cybozu.com」で提供。

### アメリカ（グローバル）
アメリカ（グローバル）では「Kintone」（先頭大文字）。
US国内のAWSデータセンターで、ドメイン「kintone.com」で提供。

### 中国
中国では「才望云」。ドメイン「kintone.cn」で提供。

## 機能
マウス操作で直感的に自社に合ったシステムが作成できる他、豊富なAPIを通じて他システムとの連携も容易に可能となっている。さらに、従来であればJavaScriptなどを使用したカスタマイズが必要だった部分も画面上の設定で行えるgusuku Customineがアールスリーインスティテュートよりリリースされた。同サービスを利用すれば、プラグインでは実現できず、カスタマイズ開発が必要で諦めていた機能もカスタマインで実現することができる。
従来のシステム開発は、プログラミングができる社内開発体制か、システムインテグレータへの依頼が必要だった。しかし、日本国内においてはkintoneがリリースされてからユーザーが「業務システムは自分で作る」という考えや、開発会社においても「ユーザーと一緒に良いものを作っていく」という意識が浸透し始めた。その結果、人月商売だったシステム開発の考え方に変化が起こりつつあり、顧客の目の前で開発を行う面前開発など、新たな開発手法も見られるようになった。

## 略歴
- 2011年11月7日 - サービスを提供開始[6]
- 2011年11月21日 - サービスを販売開始[7]
- 2017年11月8日 - 「kintone認定資格制度」を開設[8]
- 2018年9月1日 - 「kintone」利用企業数10,000社突破[9]
- 2022年 - 「日経コンピュータ」の顧客満足度調査でクラウド基盤サービス（IaaS/PaaS）部門第1位を4年連続で獲得。27,500社以上が導入された。[10]
- 2024年11月、新機能「kintone AIアシスタント(仮称)」のβ版を発表。生成AIを活用し、kintoneの検索機能を強化してユーザーのデータ活用をサポートする。[11]
- 2024年12月、株式会社RevCommの電話解析AI「MiiTel Phone」との連携を強化。[12]
- 2024年12月20日、西海市の生成AIと「kintone」を活用した取り組み事例を発表。試験運用開始2ヶ月で、モデルの合算で年間2,072時間の業務削減効果と報道された。[13]